# 돼지국밥
돼지국밥은 돼지뼈를 고아 그 육수에 밥을 푸고 간을 해서 먹는 국밥이다. 대한민국 부산광역시, 대구광역시, 울산광역시, 경상남도 밀양시 등 영남 지방을 중심으로 한 향토 음식이다. 뼈국으로 볼 수 있으며, 설렁탕의 한 종류로 보는 견해도 있다.

## 유래
돼지국밥은 6.25 전쟁 이후에 부산에 정착한 피란민에게서 유래되었다. 1970년대 이전 남한에서는 돼지라는 이름을 붙인 음식을 파는 것을 금기시 했다. 냉장고가 보급되던 1970년대 후반 이전에 돼지고기는 여름철 식중독의 주요원인이였다. 그래서 생겨난 말이 "여름철 돼지고기는 잘 먹어야 본전", "여름철 돼지고기는 공짜여도 먹지 마라" 라는 말이 있을 정도였다. 그러나 북한지역은 돼지를 즐겨먹었고 이러한 풍습이 피란민들에게 의해 자리 잡으면서 돼지국밥이 부산에서 생겨나게 된 것이다.   
부산지역이 돼지국밥의 주 발생지라고 하지만 여러 가지 다양한 형태의 돼지국밥이 존재한다. 제일 먼저 주목할 것은 신창시장식 돼지국밥이다. 돼지살코기를 우려낸 맑은 국물에 흡사 곰탕처럼 나오는 국밥이다. 
이 국밥은 함경도 피란민이 흥남철수 이후 직접 부산에 정착하면서 만들어진 국밥이다. 지금도 2대 사장님이 하는 가게에 가보면 김치조차도 함경도식이다. 돼지국밥의 유래와 원형을 말해주는 집이다  
그리도 또 하나의 줄기가 밀양식 돼지국밥이다. 이것은 북한에서 직접 배를 타고 온 것이 아니라 육로로 피난 오신 분들이 만들었으리라 생각하게 된다. 무엇보다도 백탕의 뽀얀 국물은 서울과 개성의 영향을 생각케한다.
물론 우리나라 사람들이 돼지고기를 먹지 않았던 것은 아니고 즐겨먹었지만 상업화에는 더뎠다는 말이고 돼지라는 명칭 자체가 금기시 되었다. 돼지뼈다귀탕이 어울릴 음식의 이름이 감자탕일 정도다.
1990년대가 되면서 돼지라는 이름 붙이는 것에 대한 금기가 사라지고 전라도에도 돼지 국밥이 등장한다. 애호박을 숭숭 썰어넣고 벌겋게 끓여낸 국밥이다. 실제로 예전부터 가정에서 즐겨 먹던 방식이다.

### 한국전쟁 기원설
한국 전쟁 당시 경상도 지방으로 피난 간 피난민들이 먹을 것이 부족하자 주한 미군 부대에서 나오는 돼지 뼈를 이용해 설렁탕을 만들어 먹었다는 것에서 유래되었다는 설이다.

### 다하무목 기원설
전통적으로 소뼈로 우려내 육수를 만드는 한국 음식문화에서 부산 지역에서 돼지뼈로 육수를 내는 일본식 문화가 접목돼 탄생한 사실상 최초의 '퓨전 음식'이라는 설이다.

### 고려시대 전래설
고려시대 때 지배계층이 백성들에게 돼지고기와 개고기를 선사한 것을 백성들이 설렁탕 형식으로 뼈를 이용해 만들었다는 것이 돼지국밥의 유래라는 설이다.
그러나 전통적으로 설렁탕 식의 백탕은 서울설렁탕 이전에는 없었다. 그전에는 청탕이라고 맑게 끓여낸 장국이 주였다. 